# Ischyrodon breutelii
Ischyrodon breutelii là một loài Rêu trong họ Fabroniaceae. Loài này được (Hampe) M. Fleisch. miêu tả khoa học đầu tiên năm 1920.